# Kodak Brownie
Kodak Brownie és el nom d'una sèrie de models de càmeres senzilles i econòmiques comercialitzades per la marca Eastman Kodak. que va popularitzar la fotografia domèstica i va introduir el concepte de "instantània". La primera Brownie va aparèixer el febrer de 1900, i va rebre el seu nom dels coneguts brownies creats per Palmer Cox, que es van utilitzar en la publicitat del seu llançament.

## Història
El primer model de la càmera fou inventat per Frank A. Brownell. El nom prové dels brownies dels dibuixos animats populars de Palmer Cox, basats en uns follets que ajuden en els treballs de la llar en la mitologia d'Anglaterra i Escòcia. Els consumidors van respondre, i més de 150.000 càmeres Brownie van ser venudes en el primer any de fabricació. Un model millorat, la Brownie No. 2, va sortir el 1901 i va ser també un gran èxit; feia fotografies de 2-1/4 x 3-1/4 polzades (~6x8cm) i costava 2$.
El 1908, el crític arquitectònic austríac Joseph August Lux va escriure un llibre anomenat Künstlerische Kodakgeheimnisse (Secrets Artístics de la Kodak) en què va defensar l'ús de la càmera pel seu potencial cultural. Guiat per una posició que va ser influenciada per la crítica catòlica moderna, va argumentar que l'accessibilitat que proporcionava la càmera als aficionats feia que la gent pogués fotografiar i documentar el seu entorn i produir així un tipus d'estabilitat en el flux i reflux del món modern.
Les Brownies van ser àmpliament comercialitzades de cara als nens, fent servir la campanya per popularitzar la fotografia. També se les van endur a la guerra molts soldats. i en ser tan omnipresents, moltes fotos emblemàtiques de la guerra van ser fetes amb brownies.
Les càmeres van seguir sent molt populars, fabricant-se diverses variants, com ara una edició de Boy Scout dels anys trenta. Les millores van continuar el 1940, quan Kodak va llançar el model "Six-20 Flash Brownie". La Brownie va ser la primera càmera de Kodak amb sincronisme intern de flash, que emprava bombetes flaix de General Electric. El 1957, Kodak va llançar la Brownie Starflash, la primera càmera de Kodak amb un flash incorporat.
Un dels models més populars de Brownie va ser la Brownie 127, de la que se'n van vendre milions entre 1952 i 1967. El Brownie 127 era una simple càmera de baquelita per a pel·lícules de format 127 que tenia una simple lent de menisc i un pla focal amb forma corba per a compensar l'aberració esfèrica de la lent. Una altra càmera senzilla va ser la Brownie Cresta que es va vendre entre 1955 i 1958; tenia una lent de focus fix i utilitzava pel·lícules del format 120.
Bert Hardy, fotògraf de Picture Post, als anys 40, després d'escriure un article dirigit als fotògrafs aficionats dient que no era imprescindible una càmera cara per poder fer fotografies de qualitat, va utilitzar una Brownie per aconseguir una fotografia acuradament plantejada de dues noies assegudes sobre les baranes d'un preciós passeig de Blackpool.
L'última càmera Brownie fabricada oficialment amb aquest nom (encara que no hi guardava cap relació), va ser la Brownie II, amb pel·lícula de cartutx model 110, fou fabricada al Brasil durant l'any 1986.

## Brownie # 2

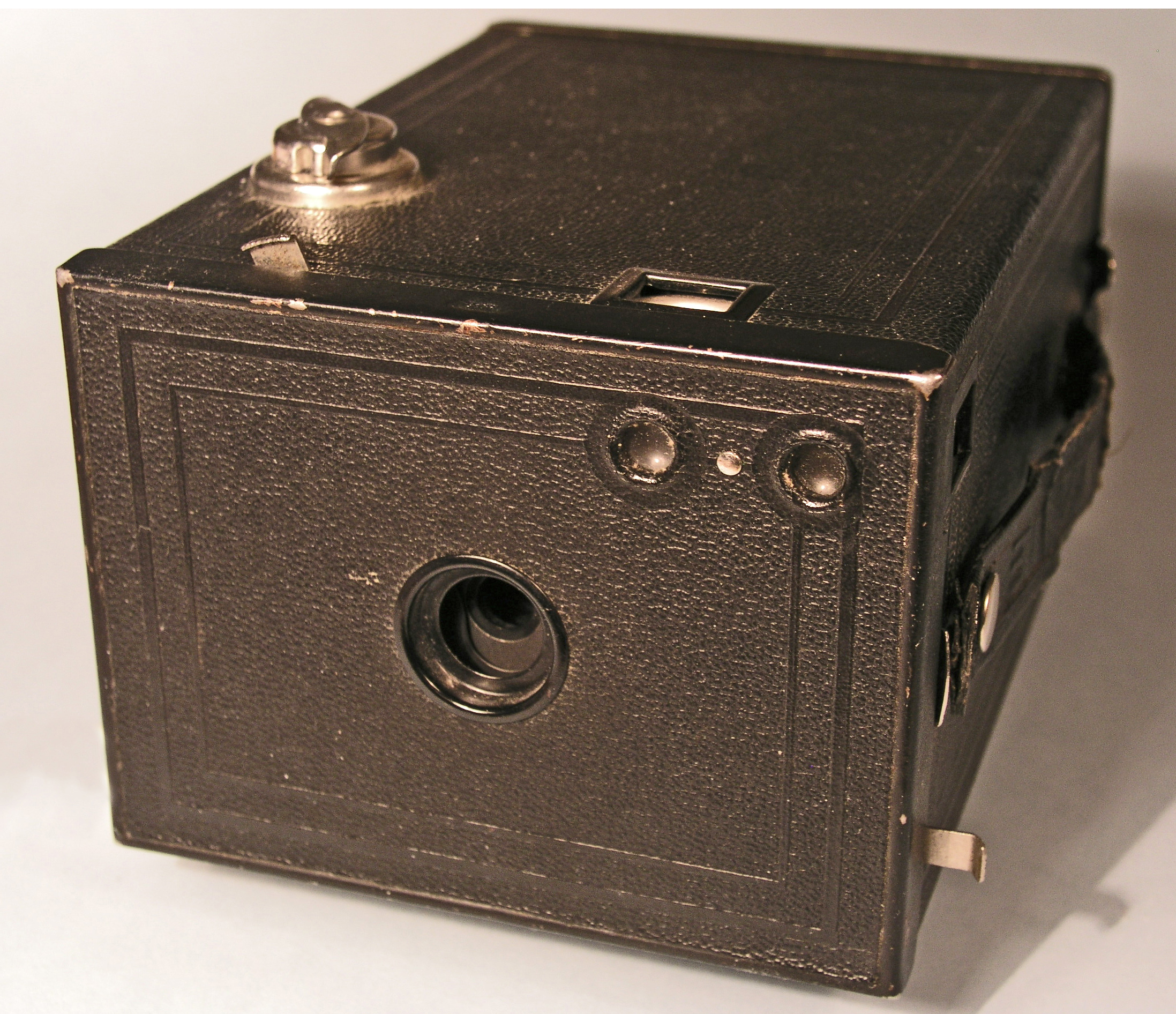

La Kodak Brownie Núm. 2 és una boxcamera fabricada per la companyia Kodak del 1901 fins al 1935. N'hi havia cinc models; i va ser la primera càmera en emprar pel·lícula de format 120. També incorporava un visor i un mànec. La càmera podia estar fabricada a partir de tres materials: cartolina (amb un cost de 2 dòlars americans de l'època), alumini (amb un cost de 2,75 dòlars americans de l'època), i un model a color (amb un preu de 2,50 dòlars americans de l'època). Era una càmera molt popular i assequible;i moltes segueixen encara en ús en mans de fotògrafs amants de lo antic .

## Beau Brownie
La gamma de Beau Brownie es va fabricar entre 1930 i 1933.
Van diferir poc de les típiques càmeres Brownie més populars. L'única diferència tècnica era la introducció d'una nova lent de doblet, que permetia projectar la mateixa imatge en un pla focal en una menor distància, fent les Beau Brownie gairebé 2" més curtes que les seves equivalents convencionals .
Visualment, tenien una placa frontal esmaltada de dos tons diferents amb un disseny geomètric Art Deco, obra del dissenyador nord-americà Walter Dorwin Teague.
Van estar disponibles en cinc combinacions de colors: negre i vermell bordeus, marró i cuir, dos tons de blau, dos tons de verd, i dos tons de rosa. Les edicions en rosa i verd van ser fabricades només entre 1930 i 1931, i són per tant menys comuns que les altres. Estaven encastades en una carcassa de cuir sintètic.
Hi havia dos formats, el #2 (4 USD) i el #2A (5 USD). Igual que les Brownies convencionals, el model 2 feia 5,715 x 8,255 cm; i emprava pel·lícula de format 120. L'altra format, el model 2A feia 6,35 x 10,795 cm; amb rodet de format 116, de la marca Kodak. La Brownie 2A tenia una vora de baquelita més gruixuda, i era aproximadament 2,5 cm més alta que el model 2.

## Galeria

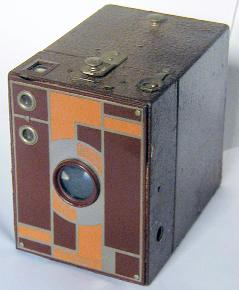
Una  Beau Brownie  (1930–33) que va pertànyer al dissenyador industrial Walter Dorwin Teague.
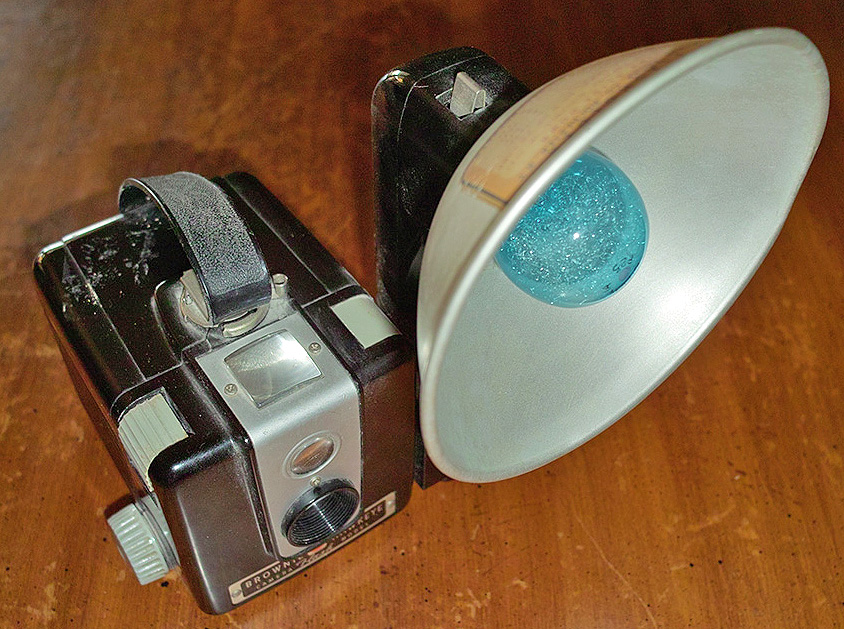
Una Brownie Model Hawkeye.Flash (1950–61) . =
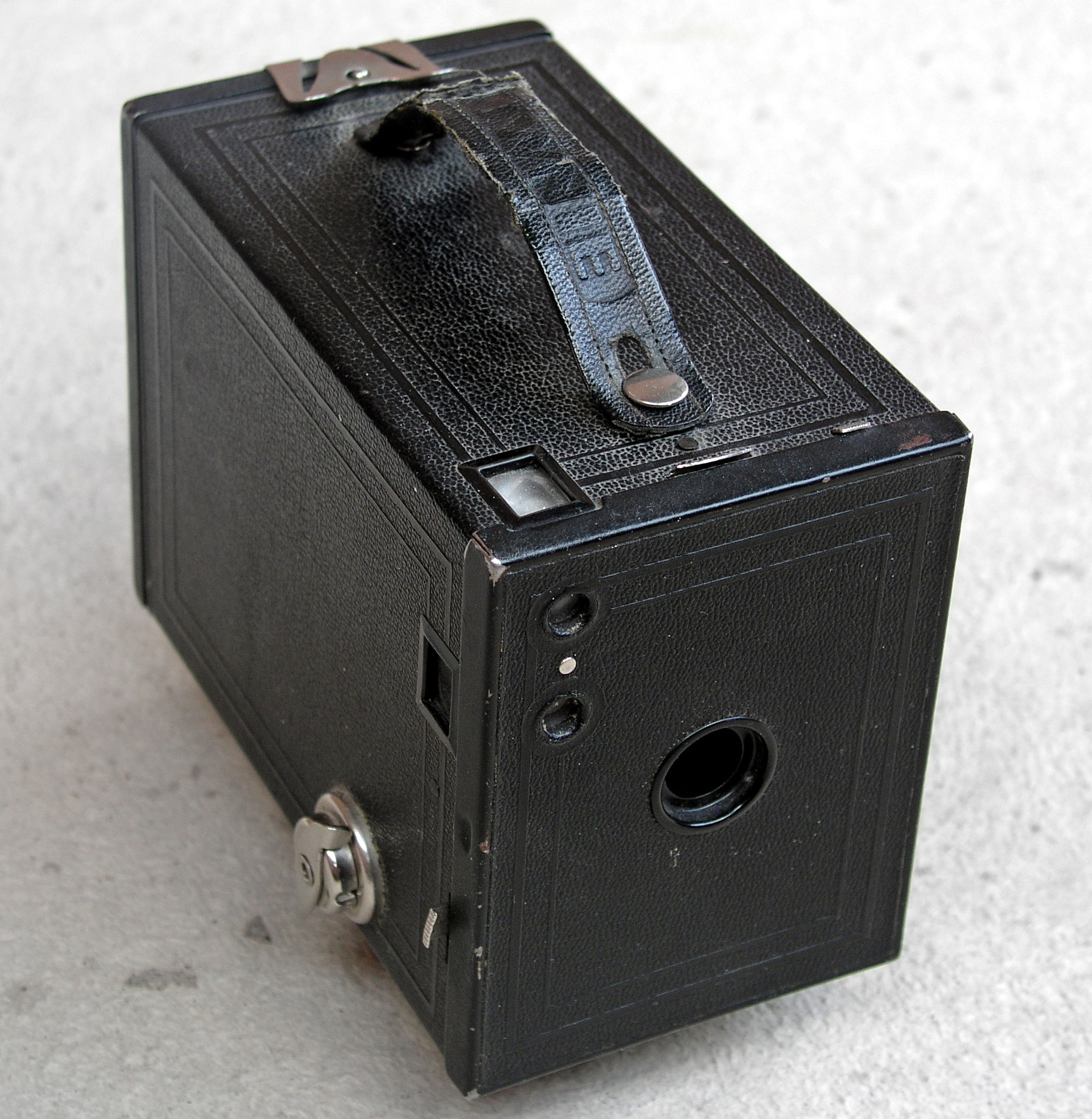
Brownie No. 2 (1901–35)
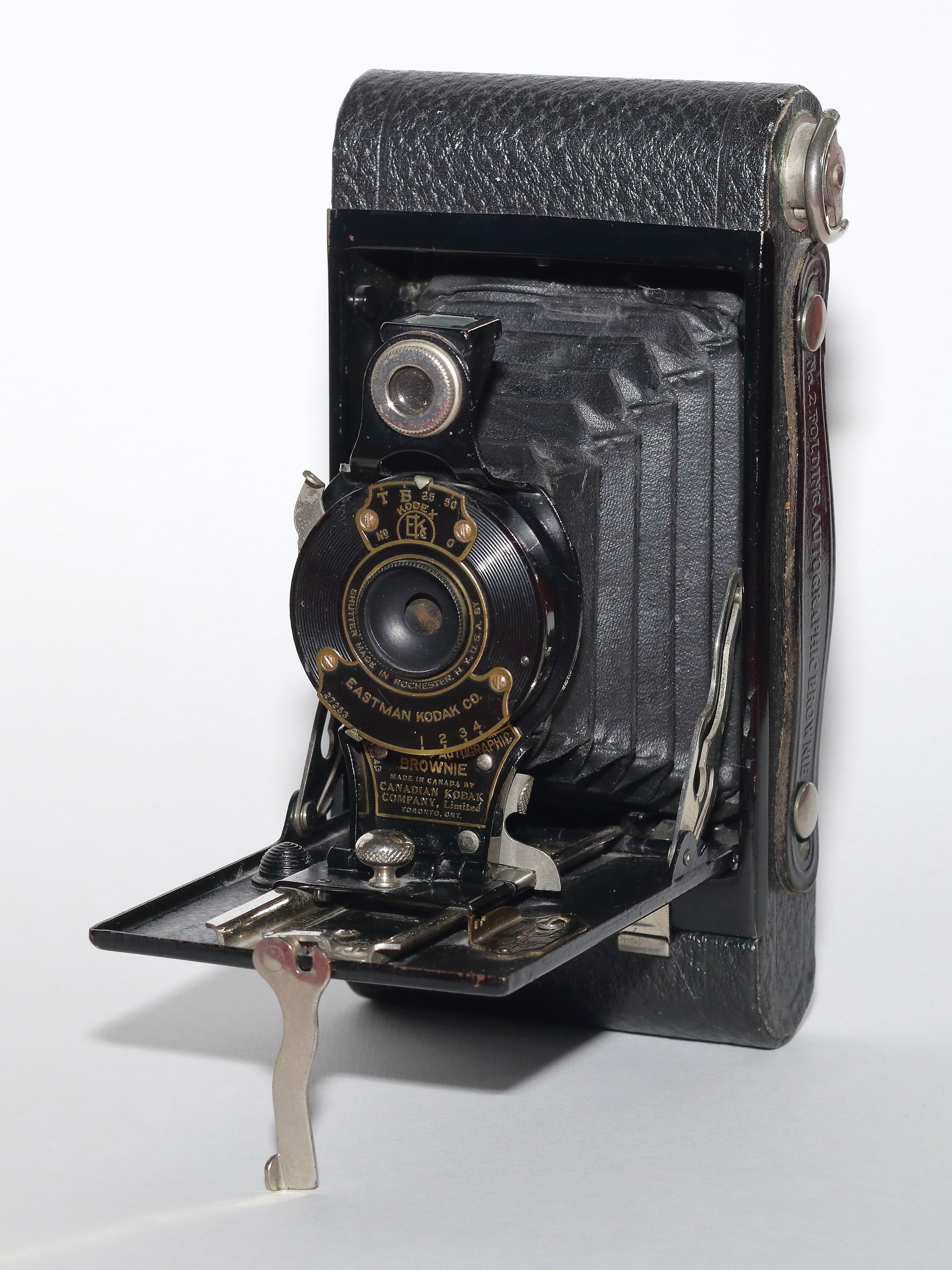
No. 2 Folding Autographic Brownie 1915–26)
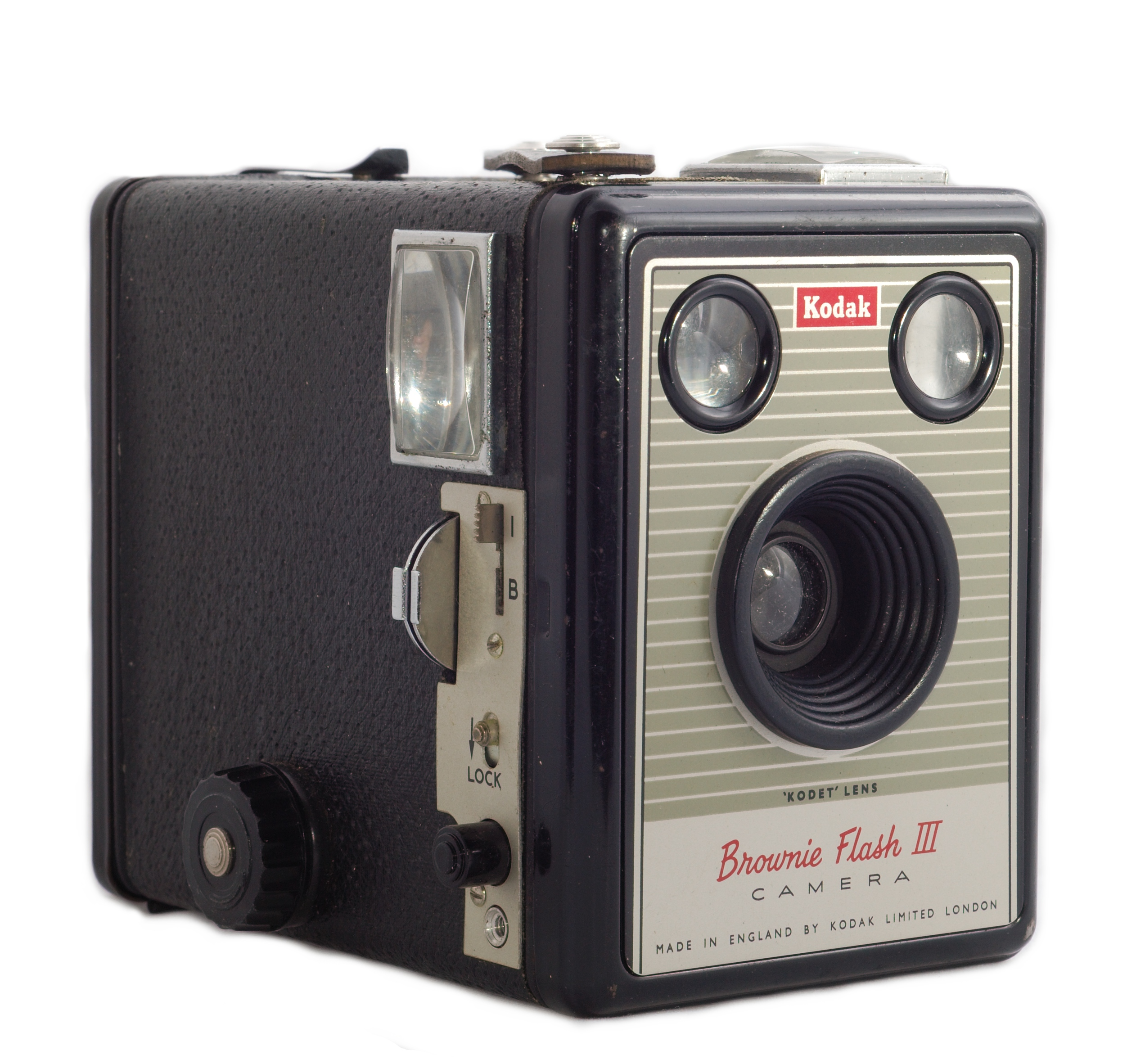
Brownie Flash III (1957–60)

## Fotografies fetes amb càmeres Brownie

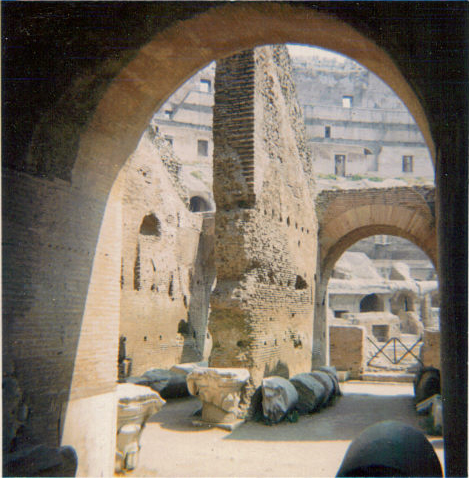
Coliseo, Roma - feta amb una Brownie 127 (1964)
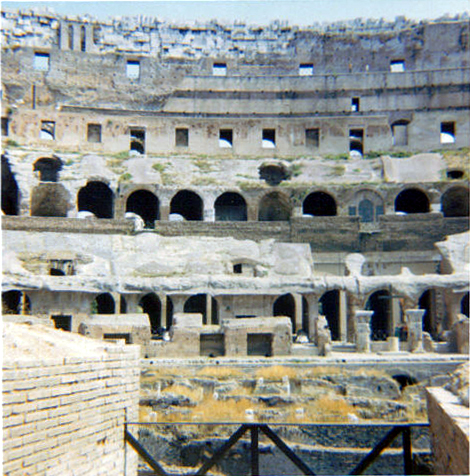
Interior del Coliseu, Roma - feta amb una Brownie 127 (1964)
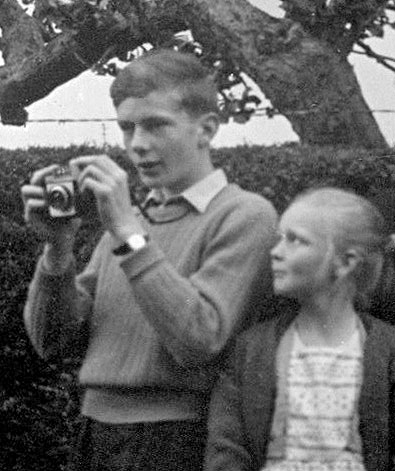
Fotògraf usant una Brownie 127
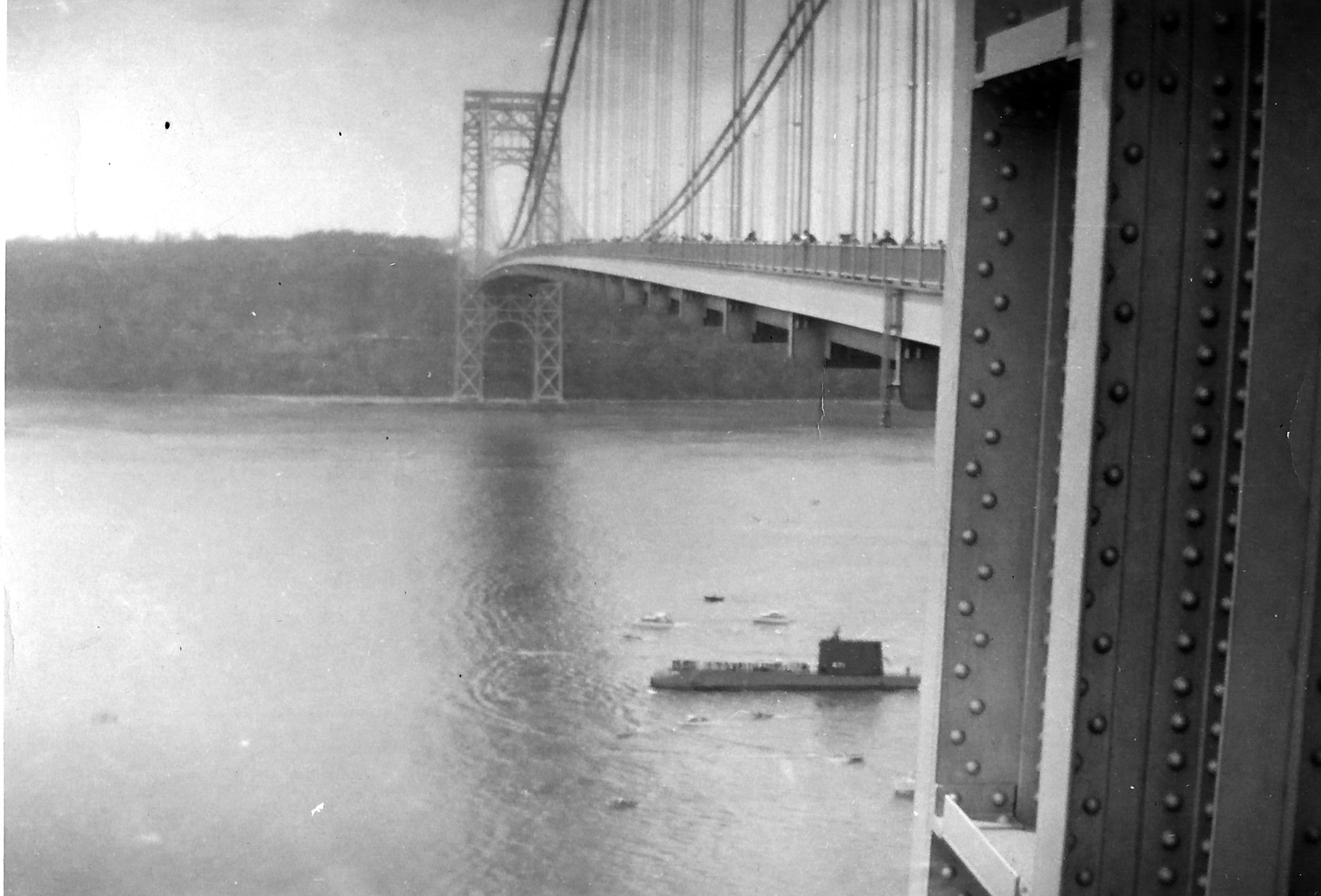
Pont de George Washington i USS Nautilus (1956)